# Scandic Hotel Ariadne
Le Scandic hotel Ariadne ou Scandic Södra Kajen est un hôtel situé dans le quartier de Gärdet à Stockholm en Suède.

## Description
Le Scandic Hotel Ariadne est un gratte-ciel situé à Södra Kajen 37 dans le port de Värta. 
Achevé  en 1989, le bâtiment a 62 mètres de haut, et compte 17 étages et un total de 283 chambres.
Il fait partie des plus hauts bâtiments du comté de Stockholm.

## Galerie

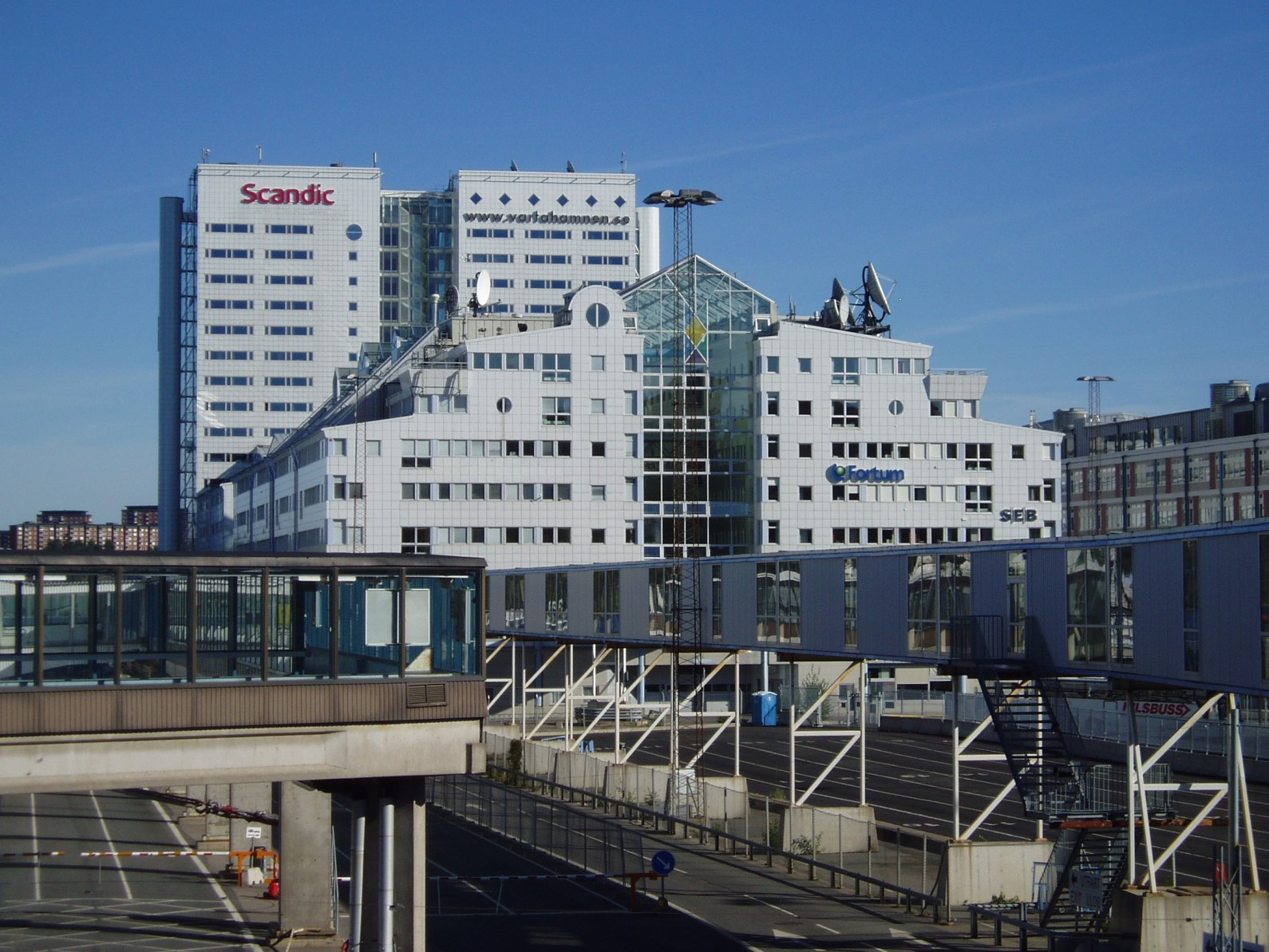

## Voir  aussi